# Heinz Müller
Heinz Müller, nacido el 16 de septiembre de 1924 en Tuningen y fallecido el 25 de septiembre de 1975 en Schwenningen fue un ciclista profesional alemán que fue profesional desde 1949 a 1960.

## Palmarés
| 1949 - 1 etapa de la Vuelta a Alemania 1950 - 2 etapas de la Vuelta a Alemania 1951 - 1 etapa de la Vuelta a Alemania 1952 - Campeonato Mundial en Ruta - 3 etapas de la Vuelta a Alemania 1953 - Campeonato de Alemania en Ruta | 1955 - 2 etapas de la Vuelta a Alemania 1956 - 3.º en el Campeonato de Alemania en Ruta 1957 - 1 etapa de la Vuelta a Suiza 1958 - Tour du Nord-Ouest de la Suisse |

## Resultados en las Grandes Vueltas y Campeonatos del Mundo
| Carrera         | 1952 | 1953 | 1954 | 1955 | 1956 | 1957 | 1958 | 1959 | 1960 |
| --------------- | ---- | ---- | ---- | ---- | ---- | ---- | ---- | ---- | ---- |
| Giro de Italia  | -    | -    | Ab.  | -    | -    | -    | Ab.  | -    | -    |
| Tour de Francia | -    | -    | -    | Ab.  | -    | -    | -    | -    | -    |
| Vuelta a España | X    | X    | X    | -    | Ab.  | -    | -    | -    | -    |
| Mundial en Ruta | 1º   | -    | -    | 19º  | -    | -    | -    | -    | -    |

-: no participa

Ab.: abandono